# Yuri Moskvitin
Robert Jurij Moskvitin Hansen, conocido como Yuri Moskvitin (6 de enero de 1938-25 de mayo de 2005) fue un pianista clásico, compositor, filósofo, matemático y bohemio danés.

## Biografía
Yuri Moskvitin creció en Dinamarca. Su madre fue una aristócrata rusa y su padre un ingeniero civil danés. Después de la Segunda Guerra Mundial estudió en la Real Academia de Música de Dinamarca en Copenhague. Luego obtuvo una maestría en Filosofía en la Universidad de Copenhague.

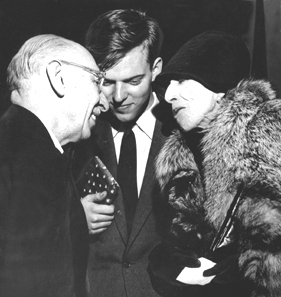
Yuri Moskvitin acompañando a Karen Blixen en su encuentro con Ígor Stravinski en el Ayuntamiento de Copenhague, 1959.

Fue amigo de Isak Dinesen (Karen Blixen), Simon Spies, Tao Nørager y Henrik Stangerup.
Es una de las principales personalidades que aparecen en el documental En aften i noviembre, siendo la otra el compositor Ilja Bergh. También aparece en una entrevista filmada en el documental At skrive eller dø & At forråde virkeligheden donde habla de su relación con Henrik Stangerup, cuya biografía escribió. Apareció regularmente en el programa de televisión danés Smagsdommerne hasta su muerte y fue entrevistado por la radio danesa sobre su amistad con el pianista Klaus Heerfordt.
Sus trabajos sobre filosofía tratan sobre diferentes estados de consciencia y el origen del pensamiento.

## Obra
- Essay on The Origin of Thought, 1974 (filosofía)
- Det er spændende at tænke, 1976 (filosofía)
- Music to the movie "Jorden Er Flad", 1977, de Henrik Stangerup
- Den store undren, 1992 (filosofía)
- Simon Spies. Historien om et venskab, 1984-1999 (biografía)
- Den døve øgle, 2001 (autobiografía)
- Du må ikke sjuske med dit liv, 2008 (biografía de Henrik Stangerup, póstuma)